# Cædmon
Vous lisez un « bon article » labellisé en 2019.
Œuvres principales
- Hymne de Cædmon

Cædmon est un poète anglo-saxon de la deuxième moitié du VIIe siècle. C’est le plus ancien poète anglais de langue vernaculaire dont le nom soit connu. Son histoire est rapportée par le moine Bède le Vénérable dans son Histoire ecclésiastique du peuple anglais, une chronique rédigée quelques décennies plus tard. Simple serviteur à l’abbaye de Whitby du temps de l’abbesse Hilda (657-680), Cædmon aurait appris à composer des vers à la suite d’un rêve d’inspiration divine. Malgré son analphabétisme, il serait devenu par la suite un moine zélé et un poète chrétien prolifique.
Avec Bède et le roi Alfred le Grand, Cædmon fait partie des rares poètes anglo-saxons dont subsistent à la fois le nom, quelques éléments biographiques et une partie de l’œuvre. De son œuvre, pléthorique d’après Bède, ne reste que l’Hymne de Cædmon, une louange en neuf vers de Dieu le Créateur. Ce poème, l’un des plus anciens connus en vieil anglais, applique les techniques traditionnelles de la poésie épique germanique à des concepts chrétiens qui sont encore neufs pour les Anglo-Saxons. Les poèmes du manuscrit Junius ont longtemps été attribués à Cædmon, mais cette théorie est aujourd'hui abandonnée. Il reste malgré tout couramment considéré comme le « père de la poésie anglaise ».

## Biographie

### Le récit de Bède

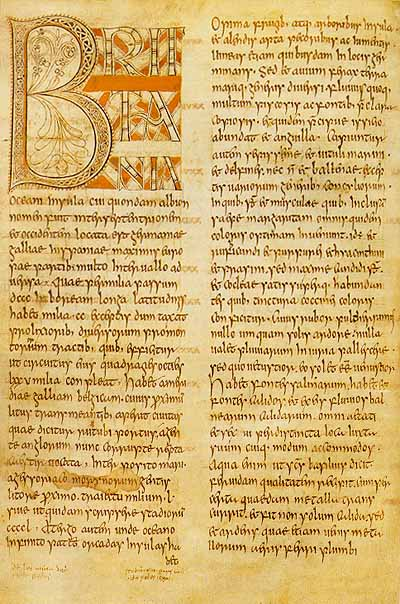
La première page du manuscrit de Saint-Pétersbourg, l’une des plus anciennes copies connues de lHistoire ecclésiastique de Bède le Vénérable.

L’unique source primaire concernant la vie et l’œuvre de Cædmon est l’Histoire ecclésiastique du peuple anglais du moine northumbrien Bède le Vénérable, une chronique achevée en 731. D’après Bède, Cædmon est un frère lai qui s’occupe des bêtes au monastère de Streonæshalch (l’abbaye de Whitby), dans le Nord-Est de l’Angleterre. Un soir, alors que les moines font la fête en chantant et en jouant de la harpe, Cædmon se retire tôt pour aller dormir avec les animaux, car il ne connaît aucune chanson et ne sait pas comment en composer une. Dans son sommeil, il rêve qu’un homme lui demande de chanter « le commencement des créatures ». Après avoir refusé, il finit par composer un bref éloge en vers de Dieu, créateur de la terre et des cieux.
Le lendemain matin, lorsqu’il se réveille, Cædmon se souvient parfaitement de son poème. Il y ajoute quelques vers supplémentaires avant d’en parler à son supérieur, qui le conduit devant l’abbesse Hilda. Après avoir été interrogé par l’abbesse et ses conseillers, Cædmon est mis à l’épreuve : il doit composer un second poème à partir d’un passage de la Bible. Il s’exécute le lendemain et se voit invité à prononcer ses vœux monastiques. Hilda ordonne aux érudits du monastère d’enseigner à Cædmon la doctrine chrétienne et l’histoire de cette religion, dont il fait d’admirables poèmes. Bède le crédite d’un grand nombre de poèmes en vieil anglais sur divers sujets religieux, et précise qu’il n’a jamais composé sur d’autres thèmes.
Au terme d’une vie longue et pieuse, Cædmon est frappé d’une maladie qui lui laisse l’usage de la parole. Ayant pressenti l’heure de sa mort, il demande à être amené dans l’hospice de l’abbaye, où il expire entouré de ses proches après avoir reçu l’eucharistie. Il est qualifié de saint dans les Acta Sanctorum, avec une fête le 11 février, en accord avec le English Martyrologe de John Wilson, paru en 1640. Néanmoins, Cædmon ne figure pas dans le calendrier des saints de l’abbaye de Whitby, un texte qui accorde pourtant une place importante aux saints de la région, ce qui tend à prouver qu’il n’a jamais été l’objet d’un culte.
Les historiens n’acceptent pas tous les détails de l’histoire de Bède, notamment l’inspiration divine de Cædmon, mais l’existence d’un poète portant ce nom n’est pas remise en question. Prise dans le contexte d’un monde chrétien où les miracles sont considérés comme une possibilité, cette histoire prouve que Bède considérait Cædmon comme un personnage important dans l’histoire religieuse et intellectuelle de l’Angleterre. Grâce à son récit, Cædmon fait partie de la douzaine de poètes anglo-saxons dont le nom est connu et des trois (avec Bède et Alfred le Grand) pour lesquels subsistent à la fois une partie de l’œuvre et des informations d’ordre biographique.
Le récit de Bède ne mentionne aucune date, mais il implique que Cædmon est contemporain de l’abbesse Hilda, fondatrice du monastère de Whitby, dont elle est l'abbesse entre 657 et 680. L’Histoire ecclésiastique semble également impliquer que la mort de Cædmon s’est produite à la même époque que l’incendie de l’abbaye de Coldingham, un événement daté de 679 dans la Chronique anglo-saxonne, mais que Bède situe après 681,. Néanmoins, il est possible que le texte de Bède fasse allusion à la carrière de poète de Cædmon en général, et non à sa mort en particulier. Quoi qu’il en soit, l’Histoire ecclésiastique se poursuit avec l’attaque menée par le roi de Northumbrie Ecgfrith en Irlande en 684. Cædmon aurait donc composé ses poèmes dans une fourchette débutant entre 657 et 680 et s’achevant entre 679 et 684.

### Les autres sources médiévales

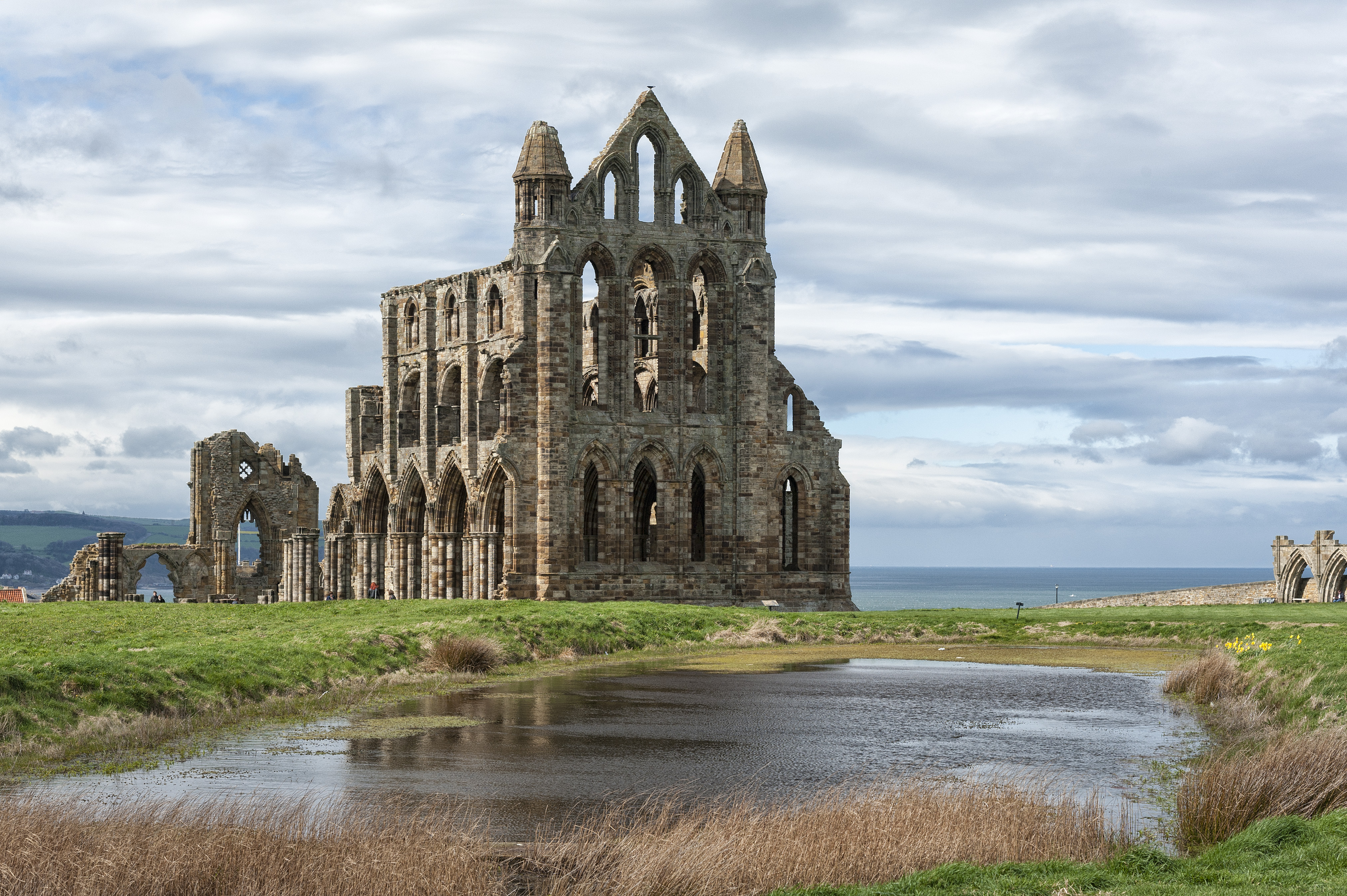
Les ruines de l'abbaye de Whitby.

Aucun autre récit de la vie de Cædmon n’est connu. En fait, la seule source anglaise antérieure au XIIe siècle qui le mentionne est une traduction en vieil anglais de l’Histoire ecclésiastique de Bède, réalisée au Xe siècle. Cette traduction contient plusieurs détails qui ne figurent pas dans le texte latin original. Elle mentionne notamment la « honte » ressentie par Cædmon avant sa vision, lorsqu’il se montre incapable de composer la moindre chanson, et suggère également que les poèmes qu’il compose par la suite ont été copiés par les scribes du monastère « de sa bouche ». Ces différences sont typiques du travail du traducteur anonyme de Bède, et il n’est pas nécessaire de postuler l’existence d’une tradition anglaise indépendante de Bède pour les expliquer,.
Une allusion possible à Cædmon figure dans deux textes en latin associés à Heliand, un poème en vieux saxon. Ces textes, Præfatio (« Préface ») et Versus de Poeta (« Vers à propos du poète »), expliquent l’origine de cette traduction biblique dans un langage qui rappelle beaucoup le récit que fait Bède de la carrière de Cædmon, au point de lui être parfois identique. D’après la Præfatio en prose, Heliand est l’œuvre d’un poète célèbre, réalisée à la demande de l’empereur Louis le Pieux (814-840). Elle ajoute que ce poète ne savait pas versifier avant de se voir ordonner, dans un rêve, de traduire les préceptes sacrés en langue vernaculaire. Les Versus de Poeta décrivent plus en détail le rêve et précisent que le poète était à l’origine un simple berger ayant reçu l’inspiration d’une voix divine dans son sommeil. Bien que ces textes ne soient connus que par l’édition de Flacius Illyricus, un érudit du XVIe siècle, ils sont généralement considérés comme authentiquement médiévaux. Leur dette apparente envers l’histoire de Cædmon reflète l’influence (attestée par ailleurs) de la poésie biblique anglo-saxonne sur les origines du développement des littératures germaniques continentales,.

### Onomastique
Bède a beau indiquer explicitement que l’anglais est la langue de ce poète, le nom Cædmon provient du proto-gallois *Cadṽan, lui-même dérivé du brittonique *Catumandos. Cette étymologie implique peut-être que Cædmon est bilingue, d’autant que l’abbesse Hilda entretient des relations étroites avec les élites politiques et religieuses du monde celtique. L’existence d’analogues lointains de l’Hymne de Cædmon dans la poésie vieil-irlandaise constitue un autre argument en ce sens. Le nom du poète pourrait également constituer une allusion onomastique à Adam Kadmon, « l’homme originel » d’après la Kabbale, auquel cas toute son histoire serait purement allégorique.

### Sources et analogues
Contrairement à son habitude dans le reste de l’Histoire ecclésiastique, Bède ne cite pas ses sources pour l’histoire de Cædmon. Cette absence se retrouve néanmoins dans d’autres histoires liées à l’abbaye de Whitby. Il est possible qu’il se soit appuyé sur une tradition préservée dans son monastère de Wearmouth-Jarrow. C’est peut-être ce manque qui a incité de nombreux chercheurs, dès les années 1830, à chercher de possibles sources au récit de Bède, ou bien des récits analogues. Des parallèles ont été dressés avec des histoires très diverses, provenant de la Bible et de la littérature antique, des récits des Aborigènes d'Australie, des Amérindiens et des Fidjiens, des comptes rendus de la conversion des Xhosa en Afrique du Sud, des biographies des poètes romantiques anglais ou encore des traditions religieuses hindoue et musulmane,.
Pour les premiers à s’être penchés sur le sujet, comme Francis Palgrave par exemple, l’objectif était de découvrir la source utilisée par Bède pour l’histoire de Cædmon, ou à défaut, de prouver sa nature générique afin de lui nier toute valeur historiographique. En fin de compte, ces recherches ont permis de démontrer le caractère unique du récit de Bède : aucun des analogues identifiés ne lui correspond à plus de 50 % environ,. John D. Niles dresse cependant un parallèle avec un conte irlandais traditionnel, « l'homme sans histoire », dont il estime que Bède a pu s'inspirer.

## Œuvre

### Un corpus perdu

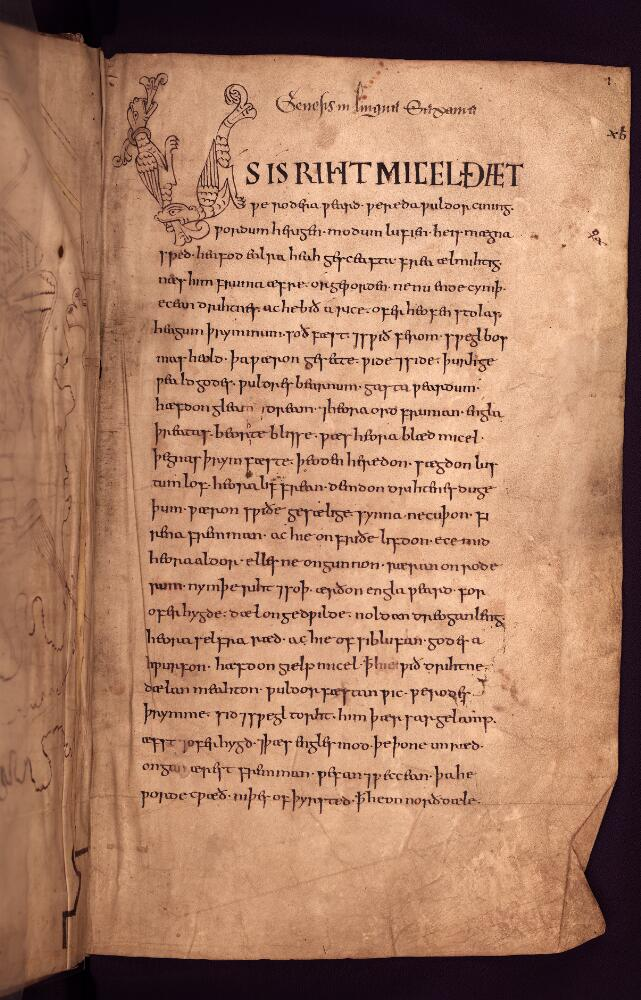
La première page du manuscrit Junius, dont les poèmes ont été attribués à tort à Cædmon.

D’après Bède, Cædmon est l’auteur d’un grand nombre de poèmes religieux en vieil anglais. Contrairement à Aldhelm et Dunstan, il ne compose que des vers religieux. Bède offre une liste de sujets abordés par Cædmon : des récits de la Création, des traductions de l’Ancien et du Nouveau Testament et des descriptions de l’Enfer, du Paradis et du Jugement dernier. Il ne subsiste qu’un seul poème de ce corpus, le premier qu’il ait composé, traditionnellement appelé Hymne de Cædmon.
Les quatre poèmes qui figurent dans le manuscrit Junius, un codex produit aux alentours de l'an 1000, semblent correspondre à la description de l’œuvre de Cædmon faite par Bède. C’est pourquoi ils lui sont attribués par le linguiste François du Jon, qui produit la première édition moderne de ce manuscrit en 1655. Cette attribution, qui a valu au codex d'être appelé « manuscrit Cædmon », n’est plus considérée comme crédible aujourd’hui, car les poèmes du manuscrit Junius présentent d’importantes différences de style avec l’Hymne, mais aussi les uns avec les autres. Ni leur contenu, ni leur ordre ne permet de les relier spécifiquement à la description de Bède : les trois premiers (Genèse, Exode et Daniel) suivent naturellement l’ordre biblique, et même si le dernier, Le Christ et Satan, reprend des thèmes mentionnés par Bède, ce n’est pas suffisant pour établir un lien avec Cædmon. Il est même possible que Bède se soit contenté d’énumérer les sujets jugés appropriés pour un poète chrétien, ou bien relevant du catéchisme. Des influences similaires ont pu présider à la compilation du manuscrit Junius, dont les poèmes n’ont par conséquent d’autre lien avec Cædmon que leur appartenance à une tradition anglo-saxonne de paraphrase en vers de la Bible.

### L’Hymne de Cædmon
La seule œuvre de Cædmon qui nous soit parvenue est connue sous le titre d’Hymne de Cædmon, un poème en vieil anglais dédié à la gloire de Dieu, qu’il aurait composé au cours de son rêve. Ce poème, long de seulement neuf vers et quarante-deux mots, est l’un des plus anciens textes connus en vieil anglais, avec les inscriptions gravées sur la croix de Ruthwell et sur le coffret d’Auzon. C’est aussi l’un des plus anciens exemples attestés de poésie composée dans une langue germanique. Son auteur applique les techniques traditionnelles de la poésie épique germanique, telles que la versification allitérative et l'emploi de kenningar, à des concepts chrétiens auxquels les Anglo-Saxons ne sont exposés que depuis quelques générations,.
Il existe vingt-et-une copies manuscrites de cet Hymne, ce qui en fait le deuxième poème en vieil anglais le mieux attesté, derrière les trente-cinq copies du poème censé représenter les dernières paroles de Bède sur son lit de mort. L’Hymne est en revanche le mieux attesté si l’on se limite aux manuscrits copiés ou détenus dans les îles Britanniques à l’époque anglo-saxonne. Son histoire textuelle est particulièrement complexe : il est attesté dans deux dialectes (northumbrien et saxon occidental) et cinq recensions différentes. Les plus anciennes versions connues du poème, qui figurent dans le Bède de Moore, (Bibliothèque de l’université de Cambridge Kk. 5. 16) et le Bède de Saint-Pétersbourg (Bibliothèque nationale russe, lat. Q. v. I. 18), deux manuscrits du milieu du VIIIe siècle, présentent une forme northumbrienne, mais cela n’implique pas pour autant qu’il s’agit de la forme originale du poème.

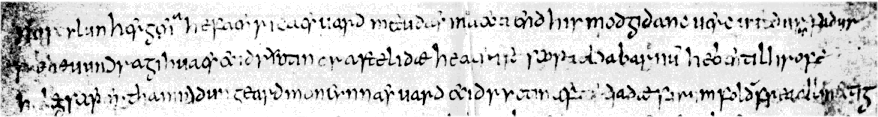
Copie de l’Hymne de Caedmon dans le Bède de Moore.

Toutes les copies du poème figurent dans des manuscrits de l’Histoire ecclésiastique. Dans les versions latines, elles figurent en glose de la traduction du poème original par Bède, tandis que dans les manuscrits de la traduction en vieil anglais, elles remplacent complètement le texte latin. La transmission de l’Hymne semble néanmoins s’être longtemps effectuée indépendamment de l’œuvre de Bède, car les copies du texte vernaculaire qui figurent dans les manuscrits en latin sont généralement ajoutées ultérieurement, par un scribe différent. Même dans les cas où c’est le même scribe qui s’en charge, rien ne permet d’affirmer avec certitude qu’il recopiait le poème depuis la même source que l’Histoire ecclésiastique : il existe des exemplaires très similaires du texte de Bède qui contiennent des versions très différentes du poème vieil-anglais.
Le statut de la version vieil-anglaise de l’Hymne reste débattu. Certains critiques considèrent que le texte qui nous est parvenu n’est en fait qu’une retraduction de la version latine proposée par Bède, et non l’œuvre originale de Cædmon. Cette théorie ne fait pas l'unanimité, car le texte ne présente aucune des maladresses qu’on pourrait attendre d’une double traduction.

## Postérité
En tant que plus ancien poète de langue anglaise dont le nom et une partie de l'œuvre subsiste, Cædmon est couramment décrit comme « le père de la poésie anglaise » ou « le père de la poésie sacrée anglaise ». George Hickes (1642-1715) et Edward Thwaites (1671-1711), qui comptent parmi les premiers érudits anglais à redécouvrir la littérature poétique anglo-saxonne, comparent son inspiration divine à celle du poète grec Pindare. En 1976, l'écrivain argentin Jorge Luis Borges déclare que « Cædmon doit sa renommée, qui sera éternelle, à des considérations étrangères à la jouissance esthétique. La geste de Beowulf est anonyme mais, en revanche, Cædmon est le premier poète anglo-saxon, et par conséquent anglais, dont le nom se soit conservé ». Dans un autre essai, l'histoire de Cædmon fait partie des exemples d'inspiration onirique auxquels Borges compare le rêve de Samuel Taylor Coleridge qui aurait entraîné la composition du fragment lyrique Kubla Khan en 1797.
Le cimetière de l'église Sainte-Marie de Whitby abrite un mémorial à Cædmon. Il s'agit d'une grande croix en pierre dont la décoration s'inspire des hautes croix anglo-saxonnes, avec des motifs végétaux sur deux faces et des illustrations représentant le Christ, le roi David, l'abbesse Hilda et Cædmon lui-même sur les deux autres faces. Le texte vieil-anglais de l’Hymne de Cædmon y est gravé en runes et en alphabet latin. Inauguré en 1898 en présence du poète lauréat Alfred Austin, ce monument témoigne de l'intérêt suscité par l'histoire de Cædmon à l'époque victorienne, dans un contexte de sentiments nationalistes et régionalistes particulièrement vigoureux.